# Delias crithoe
Delias crithoe is een vlindersoort uit de familie van de Pieridae (witjes), onderfamilie Pierinae.
Delias crithoe werd in 1835 beschreven door Guérin-Méneville & Percheron.